# Temporada da ATP de 1993
O ATP Tour de 1993 foi a quarta edição circuito mundial de tênis profissional sob o nome ATP Tour, organizado pela ATP (Associação de Tenistas Profissionais).

## ATP rankings de 1993
| Ranking inicio do ano (11 de Janeiro de 1993) | Ranking inicio do ano (11 de Janeiro de 1993) | Ranking inicio do ano (11 de Janeiro de 1993) |
| Rk                                            | Nome                                          | Nação                                         |
| --------------------------------------------- | --------------------------------------------- | --------------------------------------------- |
| 1                                             | Jim Courier                                   | USA                                           |
| 2                                             | Stefan Edberg                                 | SWE                                           |
| 3                                             | Pete Sampras                                  | USA                                           |
| 4                                             | Boris Becker                                  | GER                                           |
| 5                                             | Goran Ivanišević                              | CRO                                           |
| 6                                             | Michael Chang                                 | USA                                           |
| 7                                             | Petr Korda                                    | CZE                                           |
| 8                                             | Ivan Lendl                                    | USA                                           |
| 9                                             | Andre Agassi                                  | USA                                           |
| 10                                            | Richard Krajicek                              | NED                                           |
| 11                                            | Wayne Ferreira                                | RSA                                           |
| 12                                            | Guy Forget                                    | FRA                                           |
| 13                                            | Carlos Costa                                  | ESP                                           |
| 14                                            | MaliVai Washington                            | USA                                           |
| 15                                            | Michael Stich                                 | GER                                           |
| 16                                            | Sergi Bruguera                                | ESP                                           |
| 17                                            | Alexander Volkov                              | RUS                                           |
| 18                                            | Thomas Muster                                 | AUT                                           |
| 19                                            | Henrik Holm                                   | SWE                                           |
| 20                                            | John McEnroe                                  | USA                                           |

| Ranking de Final de ano (20 de Dezembro de 1993) | Ranking de Final de ano (20 de Dezembro de 1993) | Ranking de Final de ano (20 de Dezembro de 1993) | Ranking de Final de ano (20 de Dezembro de 1993) | Ranking de Final de ano (20 de Dezembro de 1993) | Ranking de Final de ano (20 de Dezembro de 1993) | Ranking de Final de ano (20 de Dezembro de 1993) |
| Rk                                               | Nome                                             | Nação                                            | Pontos                                           | Rank Alto                                        | Rank Baixo                                       | Mudança                                          |
| ------------------------------------------------ | ------------------------------------------------ | ------------------------------------------------ | ------------------------------------------------ | ------------------------------------------------ | ------------------------------------------------ | ------------------------------------------------ |
| 1                                                | Pete Sampras                                     | USA                                              | 4128                                             | 1                                                | 3                                                | 2                                                |
| 2                                                | Michael Stich                                    | GER                                              | 3445                                             | 2                                                | 15                                               | 13                                               |
| 3                                                | Jim Courier                                      | USA                                              | 3390                                             | 1                                                | 3                                                | 2                                                |
| 4                                                | Sergi Bruguera                                   | ESP                                              | 2590                                             | 4                                                | 17                                               | 12                                               |
| 5                                                | Stefan Edberg                                    | SWE                                              | 2571                                             | 2                                                | 6                                                | 3                                                |
| 6                                                | Andrei Medvedev                                  | UKR                                              | 2415                                             | 6                                                | 24                                               | 17                                               |
| 7                                                | Goran Ivanišević                                 | CRO                                              | 2186                                             | 5                                                | 12                                               | 2                                                |
| 8                                                | Michael Chang                                    | USA                                              | 2154                                             | 5                                                | 11                                               | 2                                                |
| 9                                                | Thomas Muster                                    | AUT                                              | 2033                                             | 9                                                | 18                                               | 9                                                |
| 10                                               | Cédric Pioline                                   | FRA                                              | 2012                                             | 10                                               | 35                                               | 23                                               |
| 11                                               | Boris Becker                                     | GER                                              | 1958                                             | 3                                                | 11                                               | 7                                                |
| 12                                               | Petr Korda                                       | CZE                                              | 1742                                             | 5                                                | 13                                               | 5                                                |
| 13                                               | Todd Martin                                      | USA                                              | 1695                                             | 13                                               | 96                                               | 76                                               |
| 14                                               | Magnus Gustafsson                                | SWE                                              | 1586                                             | 14                                               | 63                                               | 34                                               |
| 15                                               | Richard Krajicek                                 | NED                                              | 1572                                             | 8                                                | 15                                               | 5                                                |
| 16                                               | Marc Rosset                                      | SUI                                              | 1485                                             | 15                                               | 44                                               | 22                                               |
| 17                                               | Karel Nováček                                    | CZE                                              | 1412                                             | 13                                               | 23                                               | 5                                                |
| 18                                               | Alexander Volkov                                 | RUS                                              | 1382                                             | 14                                               | 22                                               | 1                                                |
| 19                                               | Ivan Lendl                                       | USA                                              | 1362                                             | 6                                                | 19                                               | 9                                                |
| 20                                               | Arnaud Boetsch                                   | FRA                                              | 1344                                             | 20                                               | 29                                               | 6                                                |